# Podrijetlo Hrvata
Podrijetlo Hrvata je tema o kojoj je formirano više teorija i koja već stotinama godina zaokuplja znatan broj stručnjaka i amatera. Sama je tema višeznačna i na nju možda nikada neće biti moguće dati jednostavan i definitivan odgovor. Vidi i pojednostavljeni prikaz članka Podrijetlo Hrvata.
Zadnjih desetljeća je provedeno više studija o genetici hrvatskog stanovništva, te iz do danas utvrđenog proizlazi da više od 78% stanovništva nosi genetiku karakteristično za populaciju koja se doselila na ovo područje pred 25 do 30 tisuća godina, tijekom kamenog doba. Glavni tijekovi tog drevnog doseljavanja išli su s područja Bliskog istoka, preko Anatolije.
Slavenski doseljenici su postupno prihvaćali kršćanstvo počev od doseljavanja u 7., pa do 9. stoljeća (kada se bilježi prestanak poganskih ukopa), u kontaktu s misionarima i domorodačkim stanovništvom koje je u većoj ili manjoj mjeri bilo odranije kristijanizirano. Nakon tog razdoblja u kojem je postojao stanoviti sinkretizam između poganskih i kršćanskih praksi, u vrijeme hrvatske narodne dinastije od 9. do 11. stoljeća kristijanizacija bila planski i temeljito provedena. 
Vrlo stara legenda zabilježena (ne kao povijesni podatak, nego kao legenda) u  bizantskom diplomatskom priručniku De Administrando Imperio iz 10. stoljeća govori o doseljavanju Hrvata pod vodstvom petorice braće (Klukas, Lobelos, Muhlo, Kosentzis i Hrobatos) te dvije sestre (Tuga i Buga), pa je moguće da od jednog od braće koji se zvao Hrobatos (»Hrvat«) potječe ime za narod – Hrvati. Kako u legendama nerijetko postoji stanovita slika povijesne stvarnosti, Vladimir Sokol iznosi 2018. godine nagađanje u kojemu iz imena braće i sestara prepoznaje pokrajine na području Češke, Slovačke, južne Poljske i zapadne Ukrajine, s kojih su došli hrvatski "plemeniti rodovi" (kako govori predaja o dolasku Hrvata koju u 13. stoljeću bilježi Toma Arhiđakon) koji će potom na jugu začeti novu zemlju bili došli: "tzv. braća ili rodovi bili bi zapravo zapadni, dunavsko-polapsko-sudetski Hrvati, a tzv. sestre istočniji, poljsko-ukrajinski Hrvati".

## Uvod
Podrijetlo Hrvata obuhvaća sljedeće aspekte i činjenice koje treba objasniti:
- oblikovanje Hrvata kao političke nacije u srednjem vijeku;
- sam naziv Hrvat, odnosno Horvat i sl;
- činjenicu da sadašnji Hrvati govore južnoslavenskim narječjima, i da znanost Hrvate smatra slavenskim narodom;
- polulegendarnu tvrdnju o doseljavanju Hrvata na Jadran;
- podrijetlo (u genetskom smislu) današnjeg stanovništva Hrvatske, koje se smatra Hrvatima.

U doba srednjovjekovne hrvatske države (u Dalmaciji) bile su nazočne sljedeće skupine:
1. starosjedilačko, romanizirano stanovništvo (Iliri);
2. Slaveni, romanizirani Iliri i ostali, uglavnom u gradovima koji ostaju pod vlašću Bizanta do 12. stoljeća;[5]
3. doseljeni Slaveni;
4. Hrvati;
5. vladajući sloj (dinastija) hrvatske države;

Prve dvije skupine su bile brojčano oslabljene epidemijom kuge te provalom Avara i Huna.
Ove nabrojane skupine nisu nužno međusobno različite. Moguće je da su Hrvati jednostavno jedna (istaknuta) podskupina doseljenih Slavena, npr. konjanici i sl. Manje je vjerojatno da jedni s drugima imaju malo veze. Dinastija je vjerojatno proizašla iz istaknutih Hrvata. Proglašavanje Branimira "knezom Hrvata", ne znači da su svi njegovi podanici bili isključivo (tadašnji) Hrvati. O ovome se tako malo zna, naročito o zbivanjima u 6. i 7. stoljeću, da je bilo kakav zaključak teško donijeti. Međutim, skupine su se stapale i naziv Hrvati se tijekom stoljeća i prostorno širio, a konačno oblikovanje Hrvata kao suvremenog naroda odvijalo se tek u 19. stoljeću.

## Ime Hrvat
Borna, isprva, nosi naziv kneza Guduskana. Pojam Guduskani ranije se poistovjećivao s Gačanima, stanovnicima sjeverne Like. Prema nekim autorima, vjerojatno se ipak radi o stanovnicima uz rječicu Guduču, u blizini Bribira, u samom središnjemu djelu Zadarskoga zaleđa, koji će, kasnije, u izvorima biti poznat Vrh Hrvati, što predstavlja jezgru srednjovjekovne hrvatske države. Narod će već dvadesetak godina nakon Bornine smrti (821.) nositi točno određeno ime - Hrvati.

### Spomen
Prvi spomen imena Hrvat u pisanom dokumentu je 852. godine na Trpimirovoj darovnici, čiji je original izgubljen, a najstariji je prijepis iz 1568. (Lujo Margetić je 2002. iznio mišljenje da je to zapravo sudski dokument, i da potječe iz 840.) U kamenu je najstariji natpis na kapitelu iz Crkve sv. Marte u Bijaćima kraj Trogira koji se datira u kasno 8. ili sam početak 9. stoljeća, a uz njega vremenski blizak je i natpis iz Šopota (kod Benkovca), gdje se spominje i Branimir:
+BRANIMIRO COM ... DUX CRUATORVM COGIT...
U stranim se izvorima ime Hrvat spominje tek u 10. stoljeću, u dokumentima splitskih crkvenih sabora i u De administrando imperio bizantskoga cara Konstantina VII. Porfirogeneta.

### Rasprostanjenost
Hrvatsko se ime sreće i na slavenskomu sjeveru (u Moravskoj i Slovačkoj), uz rijeku Saalu u Njemačkoj, u Austriji i Sloveniji, te na jug do Grčke.
Tako se u Koruškoj nalaze Hrvatski kotar i Chrowat uz gornju Muru; u srednjem su vijeku zabilježena imena mjesta Krobathen, Krottendorf, Krautkogel; Kraut kod Spittala. U Štajerskoj su Chraberstorf, Krawerspach, Chrawat itd.
U Sloveniji su Hrovate i Hrovača. U Njemačkoj uz Saalu su postojali Chruuati, Churbate i Korbetha, zapadno od Leipziga.
Na jugu, u Makedoniji su Arvati kod Donje Prespe, a u Grčkoj su Harvati na Atici i Harvation na Peloponezu;

Ime Hrvat bilo je u X. st. rašireno samo na ograničenom prostoru: u Lici, u Bosni do Plive i u kraju oko Zadra; od XV. st. počelo se širiti prema Kupi i Savi, a poslije i sjeverno od Save (na područje koje se ranije zvalo Slovinje). No povijesni izvori pokazuju da su se, s jedne strane, hrvatskim imenom nazivale i skupine slavenskog stanovništva na drugim prostorima (Bijeli Hrvati, Bijela Hrvatska u sjevernoj Češkoj i južnoj Poljskoj, do XI. st.), a mjesna i druga imena izvedena od Hrvat upućuju na to da su skupine Hrvata živjele pomiješane s drugim narodima (u Štajerskoj i Koruškoj na području današnje Slovenije i Austrije, u Slovačkoj, Srbiji, Makedoniji i Zeti). Više naselja u Grčkoj izvodi se od imena Hrvat, a jedno albansko selo blizu Atene zove se Harváti; Turci su Crnogorce nazivali Hrvatima (usp. Crvena Hrvatska kod Konstantina Porfirogeneta). U doba Tridesetogodišnjega rata (1618–48) ime Hrvat proširilo se u njemački (Krabat/e/, Krobot: neposlušno dijete) i odatle u švedski; u XVII. st. u francuskome cravatte znači »konj pasmine iz Hrvatske«, »hrvatski plaćenik u kraljevskoj vojsci«, a odatle i naziv za »kravatu« (franc. cravatte). U današnjem značenju ime Hrvat (i pridjev hrvatski) ustalilo se od hrvatskoga narodnoga preporoda u XIX. st.

### Nastanak nacionalnog imena
Ne zna se odakle dolazi naziv Hrvat (prasl. *Hъrvatъ, stsl. Hъrvatinъ). Iznesene su razne teorije, od povezivanja s egipatskim božanstvima, Karpata, do igre riječima Konstantina VII. Porfirogeneta. Najvjerojatnijom se čini veza s nekim iranskim terminima, kao što su Sarmati.
Jedan je argument i naziv ΧΟΡΟΑΘΟΣ (Horoathos) koji se nalazi se na dva kamena ispisana grčkim pismom iz 200. godine, pronađena u luci u grada Tanais na poluotoku Krim, na ušću rijeke Don u Azovsko more, porušenog u 4. stoljeću.
Na primjer, Stjepan Krizin Sakač je pokušao objasniti naziv Hrvat ovakvim nizom: Hrvat-Horvat-Horoat-Horuat-Horohvat-Harahvat-Harahvait-Harahvatiš.

Bilo je mnogo pokušaja etimološkoga tumačenja imena Hrvat, ali do danas nema opće prihvaćenog rješenja. Konstantin Porfirogenet (polovica X. st.) ime Χρωβάτος dovodi u vezu, očito po pučkoj etimologiji, s grč. riječju χώρα: zemlja i tumači ga kao »onaj koji ima mnogo zemlje«. Toma Arhiđakon srednjovjekovno latinsko ime Chroata izvodi od imena nekadašnjih stanovnika otoka Krka Curetes ili Corybantes/Curibantes, J. Ratkaj (1652) pak ga dovodi u vezu s glagolom hrvati se. Čini se da nema povijesnog opravdanja da se Hrvat poveže s imenom bugarskoga kana Kuvrata iz VII. st. U doba razvoja poredbenoga indoeuropskog i slavenskoga jezikoslovlja od XIX. st. bila su predložena mnogobrojna etimološka rješenja, pa se to ime izvodilo iz korijena koji dolazi u riječ hrev: stablo (J. Dobrovský), u riječima hrib, hrbat (hrъbъtъ; P. J. Šafařik), iz korijena hruv/hrъv-: ples (F. Miklošič), sar-: čuvati (Đ. Daničić), sarv-: oklopnik (L. V. Geitler) itd. Neki su jezikoslovci to ime izvodili iz germanskoga, npr. od heru: mač (J. K. Zeuss), iz Herudes (H. A. Hirt), iz hruvat: jelen. Ime Hrvat povezuje se s Karpatima (Harvaða fjöll: planine Hrvatâ u opisu langobardskih bojeva u gornjoj Šleskoj u »Hervarsagi«; Richard Heinzel, 1887). K. Oštir povezuje to ime s ilirsko-tračkim chъrvata: gora, Otto Kronsteiner s avarskim cher + vata: slobodni bojovnik, a N. Županič dovodi ga u vezu s kavkaskim churava-th: drugovi, narod, dok N. S. Deržavin drži da je ime Hrvat inačica imena Sarmat. Prema R. Nahtigalu ime Hrvat najvjerojatnije nije slavensko. Otkako je 1901. M. P. Pogodin upozorio na grčke natpise iz II–III. st. s ušća Dona u Azovsko more (Tanais) s iranskim imenima, među kojima je i arhont Χορόαϑος/Χορούαϑος, ime Hrvat sve se češće dovodi u vezu s iranskim. Tako ga S. Sakač Krizin dovodi u vezu s imenom iranskoga plemena Harahvatiš i njihove zemlje Harahvaiti, a M. Vasmer dovodi ga u vezu s iranskim haurvatar: stočar (usp. avestički haurvaiti: čuvati, pásti ili s hu-urvatha: prijatelj). To bi značilo da je iransko pleme došavši na Don dalo ime jednomu slavenskomu narodu, kao što su i Bugari svoje narodno ime dobili po jednome turkijskom narodu. Iransko podrijetlo hrvatskog imena prihvatili su mnogi vodeći indoeuropeisti i slavisti (A. Meillet, A. Vaillant, K. Jireček, Lj. Hauptmann, F. Ramovš i dr.), a njoj se s novim argumentima vratio i vodeći ruski etimolog O. N. Trubačov, koji ističe potpuni paralelizam imena Hrvati s imenom Sarmati, izvodeći ga od praindoiranskoga sar-: žena : *sarmat-/*sarvat-: uz kojega su žene. Iranski glasovni razvoj (h- > s-) omogućava da se ime harvat- izvede od sarmat-, a to se potkrepljuje time što oko Azovskoga mora ima i drugih iranskih tragova, kao i društvenom i mitološkom podlogom (matrijarhat kod Sarmata, priča o Amazonkama vezana uz to područje).

### Jezik
Danas Hrvati govore čakavskim, kajkavskim i štokavskim narječjem, s tim da štokavskim ne govore samo Hrvati. U jeziku je, usprkos suprotnim tvrdnjama, u najstarijem sloju posuđenica najviše iz romanskih dijalekata (jarbol, dupin), a vrlo malo iz avarskog ili nekih srodnih jezika (vjerojatno ban).
Iako su Hrvati narod različit od okolnih, jezik kojim govore se ne izdvaja nekim skupom posebnosti iz okolnih slavenskih dijalekata. Tako su npr. vođene velike rasprave je li kajkavski srodniji slovenskim govorima ili štokavskim, a nije se došlo do konačnog zaključka.
Jezično gledano, Hrvati su slavenski narod kao i svaki drugi. Imena hrvatskih vladara (Tomislav, Zvonimir) su slavenska; prema tome, svakako se doselila određena masa stanovništva u hrvatske krajeve, koja je sa sobom donijela slavenski govor, koji u to doba i nije bio izdiferenciran u odijeljena narječja i jezike. Izuzev što se zna da je dio starosjedilačkog stanovništva bio romaniziran (v. dalmatski jezik), ne zna se zapravo mnogo o tzv. ilirskom jeziku kojim je to starosjedilačko stanovništvo govorilo. Određena rekonstrukcija je moguća iz naziva lokaliteta i imena ljudi, te spominjanja izvornih riječi u grčkim i latinskim dokumentima; međutim se s pokušajima rekonstrukcije nije za sada daleko odmaklo. S obzirom na to da je rekonstrukcijom tračanskog jezika - koji je u antičko doba bio raširen na širokom području od prostora današnje Rumunjske, do Male Azije - utvrđeno da je on srodan baltičkim jezicima (koji su, pak, srodni slavenskima - te je većina područja na kojima se u starini govorilo baltičkim jezicima, a čije se stanovništvo miješalo sa Slavenima, s vremenom prešla na naki od relativno srodnih slavenskih jezika), ne može se za sada isključiti mogućnost da se na područjima koje danas nastavaju Hrvati govorilo nekim takvim jezikom ili jezicima.

## Metodološke premise
Povijest ne vodi samo znanju o prošlosti i ne crta nam samo sliku o njoj. Ona uči i snalaziti se u njoj, upućuje na to da se u prošlosti pronalaze uporišta mišljenju i osjećanju u sadašnjosti. Time ona najviše i obogaćuje život. 
No upravo zato posežu za njom i ideologije, zasnivajući jednostran pogled na svijet i siromašeći time istančanost snalaženja u prošlosti, a ukalupljujući razmišljanje i osjećanje u sadašnjosti. Ideologija u povijesti traži svoje argumente i nalazi slike kojima mobilizira i usmjeruje. Njoj, dakako, nije do utemeljenosti povijesnoga suda niti do svestrane mnogoslojnosti povijesne dokumentacije i argumentacije, nego traži dokaze da je bilo upravo onako kako se i bez dokaza osjeća da je moralo biti. Sve to ne može ostati bez posljedica za povijesno rasuđivanje, osobito ako se ne luči jasno između jednoga i drugoga, znanosti i ideologije. Treba stoga u povjesničkom razlaganju i pri sudu o raznim odgovorima što se daju na povijesna pitanja razlikovati znanstveno utemeljene pokušaje da se cjelovito opiše i objasni koji povijesni tijek od ideoloških zahvata kojima se jednostrano odabire i usmjerava mišljenje i osjećanje. Prvi se mogu zvati modelima, a drugi ideologemima.
I u jednom i u drugom slučaju, autor nerijetko pokušava iščitati dokaze kao sukladne svojemu modelu ili ideologiji - imao on za to više ili manje dokaza. Tako će pobornici teze da su Hrvati u prvom redu jedan (južno)slavenski narod zanemarivati mogućnost nekakvog srednjezijskog ili gotskog porijetla Hrvata. Odnose u takvim rasprave naposljetku mijenjaju novi dokazi; tako genetska istraživanja (genetska istraživanja nalaze na području Hrvatske doista oko 1%  haplogrupe K (M 9) koja doista potječe iz jugoistočne Azije, pri čemu se dolazak tog genetskog doprinosa smješta u vrijeme kraja Antike - što valjda potvrđuje da su Hrvati također podrijetlom i s toga područja, makar samo s jednim vrlo malim udjelom. Slično će drugim autorima biti nejasni izvori koji govore o doseljavanju Hrvata s područja današnje Poljske (o čemu govore kako najstarija povijesna djela Konstantina Pofrifogeneta i Tome Arhiđakona, a novija genetska istraživanja potvrđuju da su genetske osobine koje prevladavaju na području Poljske prisutne u Hrvatskoj s približno jednom trećinom), a trećima će biti nejasno jesu li Hrvati ipak nasljednici jednog posve starosjedilačkog stanovništva na području kojega danas obitavaju (istraživanja lubanja na ukopištima i novija genetska istraživanja potvrđuju da u Hrvata zapravo prevladavaju osobine kakve se bilježe kod stanovništva na istom području od najstarijih vremena, i koje stanovništvo nikada nije nestalo, nego je k sebi primalo nove doseljenike). Razina znanja se s vremenom očito mijenja, pa će i spoznaja o podrijetlu Hrvata biti potpunija. 
Svako pitanje o podrijetlu, i pojedinca, i roda, i naroda, pobuđuje veliku pozornost. U podrijetlu se, tako se misli i osjeća, očituje prava narav, iz njega se izvodi identitet. Koliko god se narav doista i zasniva na postanku, opet ima u tome što se podrijetlu pridaje tolika važnost dobra mjera iracionalnosti. Nije naime tako da bi za razumijevanje naravi i utvrđivanje identiteta prvotno i najdavnije podrijetlo bilo najvažnije ili čak odlučno. Ipak mnogi osjećaju tako, premda se narav zasniva i identitet određuje svim razvojem i rastom što vodi do njega, a ne samo ili najviše prvim početcima. U europskoj je pak kulturi, još tamo od rasapa Rimskoga Carstva, zajedničko podrijetlo naroda, u pravilu fiktivno i utemeljeno samo na legendarnoj predaji, osnovno načelo njegove identifikacije i političke organizacije. Nije dakle čudno što su mnogi i danas skloni tako misliti i osjećati, iako bi svima razumski već davno moralo biti jasno da je važna tradicija koja se nosi, a ne podrijetlo, i da tu tradiciju ne čine samo neki davni početci nego i sve ono što se s njome zbivalo dok se prenosila s pokoljenja na pokoljenje u dugom nizu mnogih stoljeća.
Kada je dakle riječ o podrijetlu naroda, mnogo je pobuda da se u vezi s time stvaraju ideologemi, a dogodit će se onda da oni utječu na konstrukciju znanstvenih modela kojima se pokušava odgovoriti na to pitanje i na izbor među takvim alternativnim modelima. No i onda kada su modeli pod jakim utjecajem ideologema ili čak posve u njihovoj vlasti, opet je razlika između modela i ideologema i jasna i bitna. Odgovor, koji se daje modelom nikad se ne smatra konačnim i iscrpnim. Koliko god impozantna bila konstrukcija, kojom se modelira povijesna slika, ne prestaje se gledati i na to kako je utemeljena i nije li na njoj potrebna kakva promjena ili dopuna.

## Pismena vrela
Imajući sve to na umu, pojedinac se može sada obratiti svojem konkretnom predmetu, podrijetlu Hrvata kao znanstvenom problemu. Budući da se radi o povijesnom pitanju, treba prvo razmotriti kako stoji s pisanim vrelima za nj. Razmjerno su obilna i svakako dovoljna da se na njima zasnuje cjelovita i u glavnim crtama pouzdana povijesna slika za sva razdoblja rimske provincije Dalmacije sve do sloma antičkoga života. U to doba nema traga Hrvatima u njoj. A Slaveni se javljaju na samom kraju, na prijelazu iz 6. u 7. stoljeće, kao opasan neprijateljski narod koji je počeo prodirati u nju. O tome kako su Slaveni Dalmaciju konačno osvojili razabire se tek nešto malo iz zapisa u španjolskim i etiopskim ranosrednjovjekovnim kronikama. Te slabo određene i u pojedinostima teško razumljive vijesti dolaze dakle iz velike prostorne daljine, dok bizantska vrela šute zabavljena sudbonosnim zbivanjima, a domaćih uopće nema. Tek u 9. stoljeću progovaraju franačka i s njima domaća vrela. Tada je u nekadašnjoj rimskoj Dalmaciji već prisutan gentilno organiziran narod Hrvata (lat. gens Chroatorum), kojim vlada knez, a zove se još i Slaveni (lat. Sclavi) i Dalmatinci (lat. Dalmatini). O tome kako su se tamo našli nema iz 9. stoljeća nikakve vijesti.

### "O upravljanju carstvom" iz 10. stoljeća
Tek oko polovice X. stoljeća zapisao je bizantski car Konstantin VII. Porfirogenet vijesti o tome. Iz njegova kazivanja proizlazi da su se doselili u rimsku Dalmaciju u prvoj polovici VII. stoljeća, tamo skršili avarsku vlast i osnovali svoju. U Konstantinovu djelu, kojemu su humanisti dali naslov De administrando imperio, povjerljivu priručniku za vođenje vanjske politike Bizantskoga Carstva se u 29. i 31. glavi govori da se doseljavanje dogodilo u sporazumu s bizantskim carem Heraklijem (610. – 641.), a u 30. glavi se taj sporazum ne spominje, ali se ističu veze Hrvata s Francima: kako su im u prvo vrijeme bili podložni u staroj domovini i u novoj, a onda se u teškim i krvavim borbama oslobodili njihove vlasti.
Neki autori kritičkim čitanjem Konstantinovog djela nalaze dvije verzije (gdje misle da prepoznaju suprotnost između "prve verzije" sadržane u glavama 29. i 31., od "druge verzije" sadržane u glavi 30. - makar Konstantin takvu suprotnost zacijelo nije prepoznavao): u prvoj verziji je doseljavanje došlo u Dalmaciju od nekrštenih Hrvata u velikoj Hrvatskoj, koja leži sjeverno od Mađarske i u blizini Franačke, te oni tamo žive nekršteni još i u doba kada pisac to piše; a u drugoj verziji dolaze iz zemlje što leži onkraj Bavarske i na području gdje se osjeća franačka moć, a potječu od Bijelih Hrvata, što žive u toj zemlji još i dok pisac to piše. Prema "prvoj verziji" pokrstili su se Hrvati "odmah poslije doseljenja", a prema "drugoj verziji" "tek pošto su se otresli franačke vlasti". Po "prvoj verziji" doveo je Hrvate u Dalmaciju knez, a po drugoj "sedmero braće, upravo petorica braće i dvije sestre, koji su se odvojili od svojega roda, poveli u Dalmaciju svatko svoj narod, zapravo puk ili vojsku".  Naravno da se ove "dvije verzije" mogu čitati i kao da nisu u suprotnosti, nego kao dva izvješća s različitim detaljima - kako je to očito smatrao i Konstantin, koji sav taj tekst i zapisuje na istom mjestu.
Obje se vijesti nalaze u istoj knjizi, ali ima razloga da se pomišlja na to da su im autori različiti, pa bi prva potjecala od samoga cara Konstantina, a druga, nešto malo mlađa, bila bi naknadno uvrštena u njegov tekst. Moguće je, međutim, i to da su tu podatci koje je dobivao iz različitih izvora ostali nesređeni i bez usklađivanja preuzeti u konačni tekst. Bio bi to tada samo nedostatak redakcije. Bolje je stoga govoriti o vijestima o doseobi Hrvata u Dalmaciju kakve su kod Konstantina Porfirogeneta. To kazivanje po duhu i stilu ne pripada učenoj bizantskoj historiografiji, nosi nedvojbena obilježja pučke naive (autor izrijekom govori da se odlučio koristiti jednostavnim svakodnevnim jezikom) i raspoznaju se u tome tragovi usmene predaje (koja je narodima koji o svojoj povijesti nisu još imali pisanih dokumenata, bila važna, pa se o kvaliteti usmene predaje ipak vodilo brigu). Osim toga se u tom pripovijedanju prepoznaje osobita književna vrsta, koju filolozi zovu origo gentis (podrijetlo naroda), kazivanje o podrijetlu naroda, kakvima su se u ranom srednjem vijeku novi gentilno organizirani narodi predstavljali obrazovanim baštinicima antičkoga svijeta i time uvrštavali u nj. Odatle se vidi da Konstantin svoje podatke, po svemu se čini, nije crpio iz starijih i danas izgubljenih bizantskih vrela nego, ili preko svojih obavještajaca iz same zemlje Hrvata, ili iz najstarijih spisa koji su, i opet oslanjajući se na hrvatsku usmenu predaju, Romanima u gradovima carske Dalmacije predstavljali hrvatsku origo gentis.
Odatle proizlazi da je vrijednost tih zapisa za povijest hrvatske književnosti izvanredno velika, ali kao vjerodostojno svjedočanstvo o povijesti naroda znatno slabija. Doista se u onom što donosi car Konstantin razabiru protuslovlja i nedosljednosti, koje dolaze odatle što se origo gentis preoblikovala u raznim verzijama da bi se legitimirala razna stanja, koja su nastajala između VII. i X. stoljeća. Tako smo već u ovom najstarijem vrelu, koje je tri stoljeća mlađe od događaja što ih prikazuje, usred hrvanja oko identiteta i legitimiteta što do naših dana utječe na raspravu o podrijetlu Hrvata.
Teuta Serreqi Jurić nalazi da - makar su razna poglavlja u DAI očito pisana različitim stilom, takva različitotost stilova može biti pripisana odluci jednog te istog autora da piše u šest stilskih razina; koje međutim imaju dovoljno stilskih poveznica da se sve mogu pripisati jednom jedinom autoru.

### Ljetopis popa Dukljanina
Drugo je po vremenskom redu pisano vrelo o postanku hrvatske vlasti na području rimske Dalmacije Ljetopis popa Dukljanina. Nastao je u 12. stoljeću. Prema njegovu se kazivanju nisu Hrvati kao takvi uopće ni doselili u Dalmaciju. Došli su samo Goti pod braćom Totilom i Ostroilom. Osvojili su najprije Panoniju. Onda je Totila s jednim dijelom vojske krenuo u Italiju, opustošio je i tamo umro, a Ostroilo je osvojio Dalmaciju i vladao njome kao kraljevstvom Gota. O gotskom kralju u Dalmaciji Selimiru, sinu Svevladovu i unuku Ostroilovu, kaže Dukljanin da ju je napunio mnoštvom Slavena i da je u ono doba u zemlji bio mir (glava 4: lat. replevit multitudine Sclavorum et quievit terra in diebus illis). O tome ne daje nikakva bližeg objašnjenja. 
Govoreći poslije o kraljevstvu Gota u Dalmaciji kaže da su se oni zvali još i Slaveni (glava 5: lat. Gothi, qui et Sclavi). Kraljevstvo Gota postalo je tako i kraljevstvo Slavena. Tek kada se potanko opisuje kako je Svetopelek, osmi Selimirov nasljednik, koji se prvi pokrstio i preveo cijeli svoj narod u kršćanstvo, uredio svoju državu, spominje se prvi put Hrvatska kao ime kojim je nazvao dvije od pokrajina na koje je podijelio svoje kraljevstvo, i to upravo primorske njegove pokrajine. Jednoj je od njih nadjenuo ime Bijela Hrvatska, a zvala se i Donja Dalmacija (glava 9: lat. vocavit Croatiam albam, quae et inferior Dalmatia dicitur), a drugoj Crvena Hrvatska, a zvala se i Gornja Dalmacija (u istoj glavi: lat. Croatiam Rubeam vocavit, quae et superior Dalmatia dicitur). Hrvatska su tako samo dvije pokrajine kraljevstva Gota ili Slavena. U Dukljanina nema nikakvoga dolaska Hrvata, a i dolazak Slavena pod gotskim okriljem ostaje sasvim nejasan.
Kazivanje Dukljaninovo o povijesti Gota u Dalmaciji puno je povijesno nepouzdanih podataka. Nikako se ne slaže s autentičnim vijestima o povijesti Gota. Razabire se da je taj pisac imao pisanih vrela što su potjecala iz spisa koji su nastali u benediktinskom samostanu Monte Cassino, ali među njima nisu bila vrela s autentičnim podatcima. U Dukljaninovo su pripovijedanje uvršteni mnogi podatci s valjanom povijesnom pozadinom, čak i jedna jako prerađena verzija Žića Konstantinova, staroslavenskoga životopisa sv. Ćirila, ali cjelovit prikaz događanja kakav se čita u njega ne može se nikako smatrati autentičnim, to je očito iskićena konstrukcija autora i redaktora što pripada već kasnijim stoljećima prijelaza iz ranoga u razvijeni srednji vijek. Nemoguće je stoga iz toga prikaza crpiti podatke, koji bi mogli iole pomoći pri odgovaranju na pitanje o podrijetlu Hrvata.

### Historia Salonitana
Treće po vremenskom redu pisano vrelo za odgovor na pitanje o podrijetlu Hrvata povijesno je djelo Historia Salonitana Tome Arhiđakona, nastalo oko polovice 13. stoljeća, dakle punih šest stotina godina poslije vremena o kojem u tim vijestima izvješćuje. Toma pripovijeda (u 7. glavi) da je Salona, metropola rimske provincije Dalmacije, razorena u doba Gota. Tada su Goti pod svojim vojvodom Totilom dolazeći iz predjela današnje Njemačke i Poljske krenuli u Italiju i na tom putu stigli u Dalmaciju. Sam Totila napadao je Salonu i pustošio Dioklecijanovu palaču. S njim je došlo sedam ili osam rodova plemića (lat. septam vel octo tribus nobilium) iz Poljske (lat. de partibus Poloniae). Njima se dopala Hrvatska, planinska zemlja u zaleđu Dalmacije, i njihov im je vojvoda dopustio da je zaposjednu i da ostanu ondje. Toma kaže da se Hrvatska u starini zvala Kuretija po narodu Kureta ili Koribanata. Za to da su Kureti u starini živjeli na Jadranu navodi svjedočanstvo rimskoga pjesnika Lukana.
S tim starosjediocima izmiješali su se doseljenici i novi gospodari iz Poljske i Češke (lat. de Polonia seu Boemia) i postali su s njima jedan narod jednoga jezika. Dobili su i vlastite knezove, a zvali su se većinom Goti, ali uz to još i Slaveni, prema imenu što su ga sa sobom donijeli došljaci. Oni su napadali Latine u primorskim krajevima, a najviše Salonu, pa ju je gotski knez koji je vladao svom zemljom Slavena (lat. dux Gothus qui toti praeerat Sclavoniae) u jednom velikom napadaju osvojio i razorio. Prema Tominu se kazivanju Hrvati dakle zovu po starim Kuretima, a Hrvatska po staroj Kureciji. Oni se zovu i Slaveni jer su njihovu vlast osnovali plemeniti rodovi doseljeni iz Poljske i Češke, a zovu se i Goti jer su ti doseljenici došli u Dalmaciju s Totilom i njegovom gotskom vojskom. Oni su tada zauzeli i zadržali planinski dio provincije, tamo se izmiješali sa starosjediocima, izgradili snažan narod i kneževsku vlast, i tek tada, dakle dosta vremena poslije dolaska s Totilom i Gotima, zauzeli i razorili Salonu. Ta je zapletena priča još zapletenija stoga što Toma na dva mjesta piše tako da se razumije kao da su Salonu razorili Goti u doba kad ih je Totila doveo kao osvajače u Dalmaciju.

### Velike sličnosti
Između Tomina i Dukljaninova kazivanja postoji, očitim razlikama unatoč, velika sličnost. U obama je razorenje rimske vlasti u Dalmaciji i uspostavljanje slavenske vezano za pohod Gota pod Totilom iz sjevernih strana u Italiju. U obama su Slaveni u Dalmaciji uklopljeni među gotske osvajače, bilo da su onamo došli kao dio gotske vojske, kako piše Toma, bilo da ih je onamo doselio gotski kralj, kako je u Dukljanina. Slavenska se vladavina tako izvodi iz gotskoga osvajanja. Najznatnija pak razlika između obaju kazivanja sastoji se u tome što je Dukljaninovo jako iskićeno očito nepovijesnim podatcima. Tako se u njega gotskim osvajačima suprotstavlja kralj Dalmatinaca (lat. rex Dalmatinorum), a saveznik mu je kralj provincije Istre (lat. rex Istriae provinciae) i oni obojica zapovijedaju vojskom gentilno organiziranoga naroda (lat. ambo congregantes exercitum gentis suae). Posve nepovijesno je i Dukljaninovo rodoslovlje gotskih vladara. U Tome su pak pri kazivanju o padu Salone i o uspostavljanju slavenske-hrvatske vlasti na njezinu polju i u njegovu zaleđu anakronistički povezani i stavljeni među se u bližu vezu događaji koji su svi povijesni, ali ni vremenski ni uzročno nemaju među se bliže veze. To su:
1. pohod Istočnih Gota godine 493. pod Teodorikom u Italiju, gdje su osnovali kraljevstvo;
2. rat, koji je bizantski car Justinijan vodio od 535. do 554. s Totilom, kraljem Gota u Italiji, pri čemu je Salona prelazila iz ruku jednih u ruke drugih i stradavala od pljačke i razaranja;
3. zauzeće Dalmacije i razaranje Salone od Avara i Slavena u prvoj polovici 7. stoljeća, što znači potpun i trajan gubitak njezina antičkog urbaniteta i slom antičkoga života u svoj provinciji Dalmaciji osim sasvim srozanoga kontinuiteta u onim otočnim i obalnim gradovima što su ostali carski i time postali bizantski.

Iskićeno je Tomino kazivanje samo nepovijesnim podatkom da je Totila osobno kao uznosit pobjednik oštetio Dioklecijanovu palaču. Taj gotski kralj nikada nije bio u Dalmaciji. To mora stoga da je legendarna splitska predaja u kojoj se, dopadljivo nadopunjeno, čuvalo sjećanje na nevolje koje je Salona prošla za bizantsko-gotskih ratova u 7. stoljeću. Takav odnos između Tomina i Dukljaninova kazivanja pokazuje da su se obojica držala istoga vrela u kojem se slavenska vlast u Dalmaciji izvodila iz gotskoga osvajanja, samo je Dukljaninova verzija jako iskićena nepovijesnim dodatcima; Tomina, iako mlađa, bolje čuva prvotni sadržaj toga povijesnoga sastavka, u kojem se anakronički povezuju vijesti o autentično zajamčenim povijesnim zbivanjima. Dukljaninova verzija, iako starija, nikako ne može biti prvotna jer bi tada trebalo pretpostaviti da je Toma iz nje uklonio sve nepovijesne dodatke i ostavio samo ono što je u skladu s autentičnim podatcima. Znanja i pomagala što su potrebna za to splitski pak arhiđakon s polovice 12. stoljeća nije mogao imati.

### Tri vrela
Uspoređujući vijesti triju pisaca o početcima hrvatske vlasti u Dalmaciji, može se dakle doći do tri njihova vrela. To su:
1. vrelo po kojem su Hrvati iz zemlje što leži sjeverno od Mađarske i blizu Franačke došli u Dalmaciju pod jednim svojim vladarom na poziv i uz odobrenje cara Heraklija te se u njoj nastanili pošto su iz nje istjerali Avare. Te se vijesti nalaze samo u prvoj verziji cara Konstantina (u 31. glavi njegova djela);
2. vrelo po kojem je hrvatsku vlast u Dalmaciji osnovalo sedam (ili osam) rodova što su sa sjevera, iz zemlje blizu Bavarske, odnosno iz Češke i Poljske, došli u Dalmaciju, pobijedili Avare što su vladali njome i sami uspostavili svoju vlast u njoj. Te su vijesti došle do nas u drugoj verziji cara Konstantina (u 30. glavi njegova djela) i u kazivanju Tome Arhiđakona, uklopljene u vijesti trećega vrela;
3. vrelo po kojem su Dalmaciju od Rimljana osvojili Goti što su iz sjevernih prostranstava došli u nju i uspostavili tamo svoju vlast, od koje potječe slavenska (pa i hrvatska) vlast u Dalmaciji. Te se vijesti nalaze u djelima popa Dukljanina i Tome Arhiđakona.

To je dakle ono što pisana povijest kazuje o hrvatskim početcima. Istaknuti valja kako filološko istraživanje omogućuje da se prodre u prošlost te pisane povijesne predaje dublje nego što u njoj leže djela što su uščuvana do danas, pa se i njezine vijesti ne mogu iščitavati izravno iz njih, nego se promatrajući kako se one različito zrcale u tim djelima bolje razabire što je u kazivanju izgubljenih starijih vrela bilo bitno. Pisana se povijest ne može rabiti za odgovor na pitanja o prošlosti što se postavljaju ako se njezini tekstovi pomno ne obrade i filološki. To se osobito jasno razabire kada se radi o povijesti starijih razdoblja jer se tekstovi koji sadrže vijesti o njima bez filoloških istraživanja ne mogu valjano razumjeti. Po tome je svako bavljenje pisanom poviješću starijega vremena već samo po sebi interdisciplinarno.

## Modeli i ideologemi

### Dva modela i ideologema
Na temelju gore spomenute pisane predaje o hrvatskim početcima vrlo se oštro postavlja pravo povijesno, a ne više filološko, pitanje o vjerodostojnosti tih protuslovnih verzija. No još je temeljnije pitanje koliku važnost treba dati tim vijestima o doseljenju i osvojenju u cjelini povijesne slike, koliko su one znatne pri određivanju novovjekih povijesnih i narodnosnih identiteta. Koji je identitet bitniji, da li onaj koji utemeljuju doseljenici i njihova osvajačka vlast, ili kontinuitet stare i slavne rimske Dalmacije? Tu se nude dva moguća modela povijesnoga objašnjenja, a sukobljuju se i dva ideologema. Pri modelima se radi o činjenicama, o tome koliko težine valja dati promjenama što su nastupile doseljenjem i uspostavljanjem nove vlasti, potire li to stari identitet Dalmacije ili ne. Pri ideologemima se radi o vrijednostima, o tome što je vrjednije, ono što se uspostavilo doseljenjem i osvajanjem ili ono što postoji od prije.
To se pokazuje već kod srednjovjekovnih pisaca. Prva verzija Konstantina Porfirogeneta primjenjuje na podrijetlo Hrvata model doseljenja, ali ističući bizantsko vrhovništvo nad tim doseljenjem iskazuje ideologem kontinuiteta, staru bizantsku vlast vrjednuje više od novouspostavljene hrvatske. Druga se njegova verzija u tome bitno razlikuje od prve. I ona primjenjuje model doseljenja, ali iskazuje i ideologem inovacije poričući vrijednost franačkoj vlasti nad doseljenim Hrvatima. Dukljanin primjenjuje također model doseljenja i potvrđuje pri tome ideologem inovacije, a i Toma ostaje pri modelu doseljenja, ali pri tome iskazuje ideologem kontinuiteta, pa u skladu s time čak i samo ime Hrvata izvodi iz autohtone antike.

### Slavistički model podrijetla
Povijesnom se rasuđivanju postavlja nadalje pitanje treba li više vjerovati Dukljaninovu i Tominu pripovijedanju o Gotima kao osvajačima, koji su oborili rimsku vlast u Dalmaciji i uspostavili svoju ili Konstantinu Porfirogenetu koji pripovijeda o Avarima i Slavenima u toj ulozi. Tu je za kritičko povijesno rasuđivanje prednost cara Konstantina očita, čim se obrati pozornost na to kako je iz pouzdanih izvora poznato da gotska vladavina u Dalmaciji ne znači niti razorenje Salone niti kraj rimskoga reda u Dalmaciji, nego je on, pošto je car Justinijan 555. konačno skršio Gote, u njoj obnovljen. Nasuprot tomu, u prvoj polovici 7. stoljeća, dakle upravo nekako za cara Heraklija, prestaju vijesti pisanih vrela o Dalmaciji i gube se prepoznatljivi tragovi rimskoga života u njoj. Nije dakle čudno što je prvak hrvatske historiografije i utemeljitelj kritičnoga povijesnoga istraživanja u Hrvata Ivan Lučić Lucius u svojem monumentalnom djelu De regno Dalmatiae et Croatiae (Amsterdam, 1666.) bez oklijevanja poklonio vjeru upravo Porfirogenetu. To je leglo u temelje svoj kasnijoj kritičkoj historiografiji hrvatskoj. Ona je sva polazila od kritike vijesti cara Konstantina.
Pri tome su se otvarale razne mogućnosti. Barokna je historiografija poklonivši vjeru Konstantinu Porfirogenetu dosljedno razlikovala doseljenje i osvajanje Avara i Slavena, koji su uništili rimski red u Dalmaciji i razorili Salonu, od kasnijega doseljenja Hrvata, koji su pobijedili Avare i njihovu vlast zamijenili svojom. Promijenilo se to tek u 19. stoljeću, kad je slavistika počela crtati cjelovitu i podrobnu sliku slavenske drevnosti na temelju svih raspoloživih podataka. U njoj je seoba Slavena sa sjevera na jug preko Dunava imala veliko značenje, a vijesti cara Konstantina o naknadnoj hrvatskoj seobi učinile su se neznatne, suviše komplicirane i premalo vjerodostojne. Kada se onda učinilo da sjeverni Hrvati nemaju osim imena nikakve veze s Hrvatima u Dalmaciji i da je samo ta jednakost imena dala povoda za tvrdnju da južni potječu od sjevernih (Franjo Rački) i da cjelovit južnoslavenski kontinuum hrvatskih govora ne dopušta pretpostavku o zapadnoslavenskim doseljenicima među narodom, koji njima govori (Vatroslav Jagić), zabacile su se vijesti Konstantina Porfirogeneta i počele se smatrati nehistorijskima (Tadija Smičiklas). Takvo je shvaćanje dakako odgovaralo zastupnicima ideologema slavizma, koji su Hrvate htjeli identificirati isključivo i jedino kao Slavene. Trebalo je da Hrvati svojim podrijetlom budu dio amorfnoga Slavenstva.
Nasuprot tomu su oni kojima je bilo stalo ne toliko do pučkog i narodnog slavenskoga identiteta Hrvata, nego do državnopravnog i nacionalnoga, rado prihvaćali vijesti o kasnijoj posebnoj doseobi Hrvata i uspostavi njihove vlasti (Vjekoslav Klaić). Može se tako govoriti o modelu kroatističkog slavizma nasuprot modelu čistoga slavizma, za koja su se oba mogli navoditi argumenti, a stoje u vezi s ideologemima slavizma i kroatizma. No model posebne i kasnije doseobe Hrvata prihvaćali su i takvi povjesničari koji nisu pristajali uz ideologem izdvojenoga kroatizma (Natko Nodilo). Odatle se lijepo vidi kako nema mehaničke povezanosti između pojedinih modela i ideologema.

### German. i iranistički model

#### Germanistički
Radikalno suprotni slavističkom modelu jesu neslavistički, osobito germanistički i iranistički. Argumentacija za takve modele nalazi pored Porfirogenetovih vijesti o posebnoj i kasnijoj doseobi Hrvata najjače uporište u činjenici da ime samih Hrvata i imena onih petero braće i dvije sestre što su prema drugoj verziji u djelu cara Konstantina doveli narod u Dalmaciju sigurno nisu slavenska.
No koliko god je gotsko razdoblje važno i za hrvatsku etnogenezu, već time što su Dalmacija s Liburnijom i Savska Panonija baš tada prvi put postale jedno upravno, a čini se, i crkveno područje, pa je time postavljen kalup, u kojem će se poslije izliti hrvatski narod kakav je danas, ostaje činjenica da se početci hrvatske povijesti, pa time niti podrijetlo Hrvata ne mogu vezati za germansko doseljavanje i gotsku vlast u Dalmaciji jer je poslije nje restaurirana rimska i potrajala kojih pol stoljeća, te između gotske vlasti u Dalmaciji i slavenske/hrvatske nema kontinuiteta. Svi koji žele podrijetlo Hrvata povezati s Gotima u Dalmaciji (Kelemina, Rus, Kerubin Šegvić) moraju nekako premostiti taj diskontinuitet, a za to nema podataka, pa se moraju služiti kojekakvim domišljanjima.
Nije ništa bolje ni onda kada se podrijetlo Hrvata izvodi od nekih drugih Gota, a ne od onih u Dalmaciji, ili kakvih drugih Germana koji nepoznati i neprimijećeni dolaze iz prostranstava istočne Europe. I opet su to sve tek pretpostavke. To je velika slabost germanističkih modela pri odgovaranju na pitanje o podrijetlu Hrvata. Oni se pri današnjem stanju našega znanja ne mogu obrazlagati valjanim argumentima, pa ih uglavnom prihvaćaju samo takvi kojima je blizak ideologem antislavizma.

#### Iranistički model
S iranističkim modelima je nešto bolje. To je tako u prvom redu stoga što su od svih dosada predloženih etimologija hrvatskoga imena one što pretpostavljaju njegovo iransko podrijetlo najmanje nevjerojatne.
Dakako, ni tu nema sigurnosti niti jedinstvenoga mišljenja. Predlažu se razne iranske etimologije hrvatskoga imena. Pomišlja se na iranski (fšu-)haurvata - "pastir" ili na hu-urvatha - "prijatelj" (oboje Max Vasmer). Po najnovijem tumačenju (Oleg Trubačev) hrvatsko bi se ime izvodilo od iranskoga har-vat - "u kojem su žene, ženski" i bio bi to iranski glasovni lik riječi koja u indijskom glasi sar-mat - s nepromijenjenim indoiranskim s i alternantnim indoiranskim sufiksom -ma(n)t-/-va(n)t-. Među nomadskim narodima u stepama sjevernoga Pricrnomorja javljaju se, naime, u starini uz brojnije iranske i indijski jezični tragovi. Tako bi i indijski oblik te riječi kao Sarmati postao isto kao i iransko Hrvati imenom naroda. Antička pak vrela bilježe da Sarmatima vladaju žene. Ime Hrvata bio bi po tome iranski izraz toga matrijarhata, kao što je ime Sarmata indijski. Ima i drugih iranskih etimologija hrvatskoga imena, no ovdje spomenute među svima su najuglednije. Ni jedna pak nije pouzdana, čak ni osobito vjerojatna. One tek pokazuju da se to ime dade dosta dobro etimologizirati iz iranskoga.
Upravo na prostoru po kojem su se kretali iranski nomadi nađeni su u grčkoj naseobini Tanaisu (današnjem Azovu na ušću Dona) natpisi iz 2. – 3. stoljeću poslije Krista s osobnim imenom Horoatos, Horuatos. U tome se prepoznavalo ime Hrvata i smatralo se da je taj naziv za narod tamo postao osobno ime, što po sebi nije ništa neobično. I jezični okoliš u kojem se javlja to negrčko ime i njegov glasovni lik upućivali su na to da se ono može smatrati iranskim. U tome se pogledu nisu izricale nikakve sumnje. To što se u tom osobnom imenu vidi neizravan trag hrvatskoga narodnog imena ozbiljna je i načelno uvjerljiva pretpostavka. Nije manje, ali nije ni više od toga. Prave sigurnosti ni tu, međutim, nema.

##### Kritika
Onima koji tragaju za iranskim podrijetlom Hrvata, a ne snalaze se u iranistici, ponudilo se i ime perzijske satrapije Harauvatiš. Ono se čita na jednom natpisu kralja Darija. To ime jako podsjeća na hrvatsko. Lako je onda pomisliti da je to najstariji njegov spomen i da Hrvati potječu iz te perzijske satrapije. No takvu zaključivanju stoje na putu ozbiljne zaprjeke. Ime zemlje Harauvatiš, zapravo tu klinasto pismo bilježi glasovni lik Harahuvatiš, potpuno je prozirno. U indoiranskom ono znači "ona, koja se razlijeva u bare". To je ime rijeke. Ono se javlja i u Avesti kao sveta rijeka Harahvaiti, a u indijskoj je to predaji također sveta rijeka i božica Sarasvati. Po toj rijeci prozvala se zemlja, ne po narodu koji živi u njoj. Naziv pak za njezina stanovnika mora biti izveden iz imena zemlje. Tako i jest. Na natpisu kralja Artakserksa potvrđeno je kako se zove čovjek iz te zemlje. Taj naziv glasi Harahuvatiya. Kad bi Hrvati doista bili potomci ljudi koji su se tako zvali, njihovo bi ime moralo imati takav dočetak. Tomu pak nema nikakva traga. Stoga se ime Hrvata ne može izvoditi iz iranske riječi za razlivenu rijeku.
Iransko podrijetlo pokušavalo se dokazivati i time što su se u ostatcima poganske vjere Hrvata htjeli prepoznati tragovi zoroastrizma. U starim slavenskim ritualnim tekstovima ima doduše nekih elemenata koji se mogu učiniti kao da izražavaju dualizam, ali niti je to pravi dualizam kakav je zoroastrijski, niti je obilježje po kojem bi se hrvatska duhovna predaja razlikovala od ostale slavenske.
Kao trag iranskoga podrijetla spominje se i predaja o petero braće koja su povela narod u novu domovinu i boje kao oznake strana svijeta (tako Bijela i Crvena Hrvatska). Kad su postavljali tabor, stepski su nomadi zabadali stijegove sa zastavama različitih boja da označe središte i sve četiri strane. Njima su označivali i raspored u bojnome pokretu. Odatle broj pet i boje. To doista odražava mitsku sliku svijeta srednjoazijskih nomada, ali nije nikakva isključivo iranska baština. Kada se radi o Hrvatima, najprije će se tu misliti na Avare. U turkijskih je (proto-)Bugara osobito dobro potvrđena predaja o petero braće, a trag joj se jasno razabire i u Srba.
Osim toga su veze starih Slavena s iranskim nomadima (Skitima, Sarmatima, Alanima) na području gdje šuma prelazi u stepu, po svemu sudeći, bile žive, trajne i prisne, pa je odatle lako mogao nastati narod koji je, kao Hrvati kakvima se opisuju u Porfirogeneta, bio dorastao borbi s Avarima. Ako se dakle Porfirogenetove vijesti o podrijetlu hrvatske vlasti u Dalmaciji uzmu ozbiljno, onda je i iranistički model prihvatljiviji nego germanistički. No daleko smo od toga da bi ga se moglo smatrati čvrsto zasnovanim.
O jednome nema dvojbe. I caru Konstantinu, i popu Dukljaninu, i Tomi Arhiđakonu, Hrvati su Slaveni. Njihovo neslavensko ime i neslavenska imena ono sedmero braće što su ih po jednoj tradiciji doveli u Dalmaciju znače da taj gentilno organiziran narod, ta gens Chroatorum, ima neslavenski sloj u svojoj tradiciji, i ništa više. Kada se pak zna kako su u ranom srednjem vijeku nastajale gentes, onda se shvaća da to još iz daleka ne znači da taj narod nije bio slavenski. Treba doista biti obuzet antislavističkim ideologemom pa da se čovjek raduje takvu iranističkom modelu kao neslavističkomu jer on uistinu i nije suprotan slavističkomu niti se s njime isključuje. Tek ideologemi su nespojivi.
Neslavistički modeli nemaju jakih argumenata u specifičnim povijesnim podatcima. Jači su kada se stave u okvir hipoteze o prvobitnom socijalnom dualizmu kod Hrvata. Zato je, pošto su istočnjačka vrela svojim potvrdama vratila vjeru u Bijelu Hrvatsku cara Konstantina (Westberg, Marquart, Niederle), više autora zastupalo mišljenje da su prvobitno Hrvati neslavenskoga podrijetla vladali kao plemstvo nad Slavenima avarskim podanicima, koje su, pošto su pobijedili Avare, podvrgli sebi (Gumplowicz, Županič, Hauptmann). No uza svu učenost i oštroumnost nisu se mogle u dokumentima naći potvrde za takav socijalni dualizam kod Hrvata, a i mjesto u Porfirogenetovu djelu u kojem se mislilo da se može naći osobito snažno uporište za to ima se razumjeti sasvim drukčije (Koder).

### Model slav. autohtonizma
Nasuprot modelima doseljenja dugo je stajao model autohtonizma. Još u 18. i na početku 19. stoljeća imao je uglednih zastupnika (Matija Petar Katančić, Ljudevit Gaj). To je onaj što ga je zastupao još Vinko Pribojević. Po tom su modelu već antički stanovnici Dalmacije i Panonije bili Slaveni, a oni na sjeveru potekli su od njih i raselili se po velikim prostranstvima srednje i istočne Europe. Hrvati su kao potomci starih stanovnika svojih zemalja u njima starosjedioci i kao takvi dio ne u ranom srednjem vijeku doseljenoga, nego iz prapovijesti i antike još autohtonoga južnog Slavenstva. Takav se model oko sredine 19. stoljeća pokazao neodrživim i potpuno su ga prestali zastupati. Nema dvojbe da je tomu pridonijelo i raspoloženje koje je tada stvarao moćni ideologem slavizma, koji je svoje najutjecajnije predstavnike tada imao na sjeveru, među Česima, Slovacima i Rusima. Ipak je pri tome bilo od svega daleko najvažnije to što su se jezični tragovi antičkih domorodaca u ilirskim provincijama pokazivali neslavenskima; što su se bolje istraživali i upoznavali, to više. Jezični kontinuitet između toga staroga stanovništva i slavenskih Hrvata nije se više mogao iznositi kao ozbiljno tumačenje njihova podrijetla i pretpostavka vrijedna znanstvene pozornosti.
Dakako, model autohtonizma ne mora se konstruirati u tom najjačem njegovu obliku. U nj ne mora biti ugrađen jezični kontinuitet. To je onda nešto kao Šižgorićevo shvaćanje po kojem se doseljenje ne isključuje, ali smatra pobočnim događajem koji nije bitan za identitet, dakle za izvođenje podrijetla. Po takvu shvaćanju su onda Hrvati svoj slavenski jezik doduše dobili od doseljenika koji su ga donijeli sa sjevera, ali se time bitno ne određuje njihovo podrijetlo jer je za nj važniji kontinuitet života na jadransko-podunavskom prostoru, kontinuitet koji se očituje u fizičkom tipu, mentalitetu, materijalnoj i duhovnoj kulturi. Vjerojatno je utjecaj slavističkoga ideologema kroz mnogo desetljeća sprječavao da se razmišlja u tom smjeru, premda arheologija i etnologija, povijest umjetnosti te usmena književnost daju mnogo podataka koji upućuju u tom pravcu. Za slabiju varijantu autohtonističkoga modela doista ima razloga. Argumentacija koja se zasniva samo na njima mora, međutim, ipak ostati jednostrana. Ima, naime, također obilnih i dojmljivih podataka koji pokazuju da je praslavenska baština u Hrvata jako prisutna, da su oni svojom tradicijskom kulturom autentični pripadnici izvornoga slavenstva. Samim se time nudi mogućnost da se konstruira slavističko-autohtonistički model, u kojem će se podrijetlo Hrvata izvoditi i iz kontinuiteta antičkoga domorodačkog etničkoga supstrata i iz doseljavanja Slavena sa sjevera u karakterističnom suodnosu jednoga i drugoga, ne poričući nikojoj od tih tradicija autentičnost. Mnogo toga, doista, govori za konstruiranje takva složenoga modela, ali se tomu odupire kako utjecaj ideologema slavizma, tako i utjecaj ideologema antislavizma, pa se na razmišljanja u tom smjeru nailazi najrjeđe.

#### Interdisciplinarnost
Ovim su razmatranjima sada već dotaknute šire interdisciplinarnosti pri konstruiranju modela kojima se odgovara na pitanje o podrijetlu Hrvata. A rečeno je da bez suradnje raznih znanstvenih disciplina ne može biti valjana odgovora na nj. Nema dvojbe da, u načelu, o tome ima što reći etnologija. No ona je pri tome u slabu položaju jer je materijal koji skuplja i proučava većinom sasvim recentan, nije stariji od prošloga stoljeća, a starina tradicije iz koje potječe ne može se točnije odrediti, više se naslućuje nego se o njoj pouzdano zna. Stoga i pokušaj da se etnološkim istraživanjem dade prinos kritičkoj raspravi o vrelima za podrijetlo i doseobu Hrvata, koliko god zanimljiv bio, nije imao istinske dokazne snage.
Fizička antropologija pak oskudijeva starijim materijalom i metode joj za sada ne dolaze do dovoljno podrobnih rezultata da bi nam mogla dati onoliko i onakvih podataka koliko bismo i kakvih trebali za odgovore na pitanje o podrijetlu Hrvata. Ono pak što je u najnovije doba na tom području učinjeno vrlo je vrijedno i upućuje na autohtonističko modeliranje.
Najviše se pomoći, dakako, očekuje od arheologije. No upravo ona do danas nije dala očekivanih rezultata. Nove sinteze na tom području pokazale su vrlo jasno da baš o razdoblju koje je odlučno za odgovor na pitanje o podrijetlu Hrvata nema arheoloških podataka, isto onako kao što nema ni pisanih. I nije problem u tome što se doseljenje Slavena dosada nije pokazalo kao kronološki odrediv kulturni sloj, nego u tome što se za ključno razdoblje, za 7. stoljeće, osim samoga njegova početka, i za 8. stoljeće, osim samoga njegova kraja, ne može utvrditi nikakav kulturni sloj. Dok se ne razjasni što je s tim, arheologija ne može mnogo pomoći pri konstruiranju znanstvenih modela o podrijetlu Hrvata. Svakako se pak ne mogu odatle što za to ključno razdoblje nema arheoloških podataka izvoditi nikakvi povijesni zaključci, kao npr. da su se Hrvati doselili, kako piše car Konstantin, ali tek na kraju 7. stoljeća, ili da se uopće nije doseljavao nitko osim Gota, i još kakvih drugih Germana, kako se to u novije vrijeme zna čuti i čitati. Ako se riješi ta arheološka zagonetka, ima izgleda da se dobiju novi elementi za rasuđivanje o hrvatskim početcima. Sada smo što se toga tiče u položaju kakav je ovdje opisan.
Lingvistika, napokon, daje neke vrlo pouzdane rezultate u tom sklopu pitanja. Nema nikakve dvojbe da je jezik Hrvata slavenski, i to južnoslavenski. Slavenski su jezici usko srodni s baltičkima, pa su prvobitno morali biti u bliskom susjedstvu. Starih tragova baltičkih jezika ima samo na sjeveru, uz Baltičko more i u njegovu zaleđu. Odatle se razabire da su južnoslavenski jezici doneseni iz sjevernijih predjela. Domorodački jezici rimskoga Ilirika, sudeći po njihovim oskudnim ostatcima, nisu nikako bili slavenski. Jezična istraživanja tako pokazuju da je jaki model hrvatskoga autohtonizma, onaj po kojem slavenski Hrvati oduvijek žive na svojoj zemlji, a drugi su se Slaveni odatle raselili po sjevernim prostranstvima, potpuno neodrživ.
Pokazalo se da je ključ za razumijevanje čitavog spleta oko pitanja i odgovora o podrijetlu Hrvata razlučivanje znanstvenih modela od mobilizatorskih ideologema. Koliko god jedni utjecali na druge, po svojoj su biti ipak sasvim različiti. Rasprava o modelima ne može se voditi ideološkim optužbama. Umjesto toga valja razmišljati kako da se od jednostavnih i jednosmjernih modela dobiju složeni i polidimenzionalni koji će najpotpunije, najobuhvatnije i najistančanije odgovarati raspoloživim podatcima.

## Genetičko podrijetlo
Istraživanja populacijske genetike i arheogenetike se provode ne samo na kromosomu Y (koja se prenosi isključivo po muškoj liniji), već i na mitohondrijskoj DNK (koja se prenosi isključivo po ženskoj liniji) te autosomalnoj DNK. Prema rezultatima autosomalne DNK te Y-DNK haplogrupa, Hrvati su većinom slavenskog ranosrednjovjekovnog podrijetla (65%), dok mtDNK haplogrupa su u nekom europskom prosjeku, a sveukupno su najsličniji ostalim južnim Slavenima s prostora bivše Jugoslavije te Mađarima.

## Poveznice
| - Rana povijest Hrvata - Bijela Hrvatska - Dolazak Hrvata - Pokrštenje Hrvata - Hrvatska povijest - Srednjovjekovna država | - Slavenska teorija o podrijetlu Hrvata - Iranska teorija o podrijetlu Hrvata - Gotska teorija o podrijetlu Hrvata - Bugarska teorija o podrijetlu Hrvata - Turska teorija o podrijetlu Hrvata - Ilirska teorija o podrijetlu Hrvata |

## Vanjske poveznice
- MONTEGRINA - De administrando imperio
- Podrijetlo, pradomovina, doseljenje i pokrštenje Hrvata (video, 36 min.)
- Ivan Mužić: Hrvatska povijest devetoga stoljeća (2007.)  Arhivirana inačica izvorne stranice od 8. kolovoza 2019. (Wayback Machine) (PDF)
- Neven Budak: Prva stoljeća Hrvatske, Hrvatska sveučilišna naklada, Zagreb, 1994.
- YHRD - baza podataka o učestalostima haplotipova Y kromosoma u svijetu  Arhivirana inačica izvorne stranice od 26. veljače 2010. (Wayback Machine)
- Theories about the Pre-Historic Period of the Croats  Arhivirana inačica izvorne stranice od 29. ožujka 2008. (Wayback Machine)
- MHAS u Splitu Izložba: Bizantinci, Hrvati, Karolinzi
- Dragan Primorac, Damir Marijanović, Pavao Rudan, Richard Villems, Peter Underhill: Y kromosom i genetsko podrijetlo Hrvata
- Studia croatica Vladimir Markotic: The Croats in Albania (preuzeto ih Journal of Croatian Studies, I, 1960., str. 25-31)
- Emil Heršak, Boris Nikšić: Hrvatska etnogeneza: pregled komponentnih etapa i interpretacija (s naglaskom na euroazijske/nomadske sadržaje)